# Мианг, Сенна
Сенна Малик Мианг (фр. Senna Malik Miangué ; 2 февраля 1997 года, Антверпен, Бельгия) — бельгийский футболист, защитник клуба «Серкль Брюгге».

## Клубная карьера
Мианг является воспитанником клуба «Беерсхот» из его родного города Антверпена. В 2013 году в игроке проявил заинтересованность миланский «Интер», и футболист перешёл в его академию. В конце сезона 2015/16 стал вызываться на тренировки основной команды, стал попадать в заявку на матчи чемпионата.
28 августа 2016 года в поединке второго тура сезона 2016/17 Мианг дебютировал в Серии А поединком против «Палермо», выйдя на замену на 68-й минуте вместо Давиде Сантона.

## Карьера в сборной
Мианг выступал за юношеские сборные Бельгии. 2 сентября 2016 года сыграл первый матч за молодёжную сборную.